# 生霊

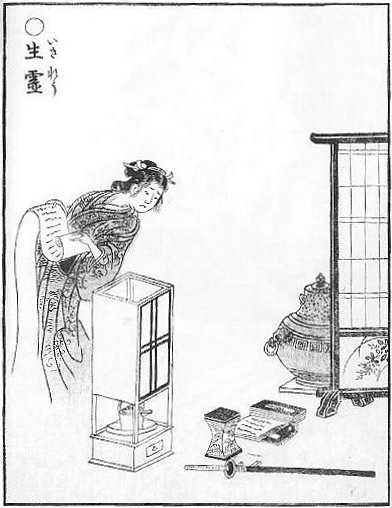
鳥山石燕『画図百鬼夜行』より「生霊」

生霊（いきりょう、しょうりょう、せいれい、いきすだま）とは、生きている人間の霊魂が体外に出て自由に動き回るといわれているもの。
対語として死霊がある。
人間の霊（魂）が自由に体から抜け出すという事象は古来人々の間で信じられており、多くの生霊の話が文学作品や伝承資料に残されている。広辞苑によれば、生霊は生きている人の怨霊で祟りをするものとされているが、実際には怨み以外の理由で他者に憑く話もあり（後述）、死の間際の人間の霊が生霊となって動き回ったり、親しい者に逢いに行ったりするといった事例も見られる。

## 古典文学
古典文学では、『源氏物語』（平安時代中期成立）において、源氏の愛人である六条御息所が生霊〔いきすだま〕となって源氏の子を身籠った葵の上を呪い殺す話が有名であるが、能楽の『葵上』もその題材の翻案である。
また、『今昔物語集』（平安末期成立）の「近江国の生霊が京に来りて人を殺す話」では、ある身分の低い（下臈の）者が、四つ辻で女に会い、某民部大夫の邸までの道案内を頼まれるが、じつは、その女がその大夫に捨てられた妻の生霊だったと後になって判明する。邸につくと、門が閉ざされているのに女は消えてしまい、しばらくすると中で泣き騒ぐ音が聞こえた。翌朝尋ねると、家の主人が自分を病にさせていた近江の妻の生霊がとうとう現れた、とわめきたて、まもなく死んだという。下臈が、近江までその婦人を尋ねると、御簾越しに謁見をゆるし、確かにそういうことがあったと認め、礼の品などでもてなしたという。
憎らしい相手や殺したい相手に生霊が憑く話と比べると数が少ないが、恋する相手に取りつく話もある。江戸中期の随筆集『翁草』56巻「松任屋幽霊」によれば、享保14か15年（1729年-30年）、京都に松任屋徳兵衛の14、5歳の息子、松之助に近所の二人の少女が恋をし、その霊が取りついた。松之助は、呵責にさいなむ様子で、宙に浮くなど体は激しく動き、霊の姿は見えないが、それらと会話する様子もくりかえされた（ただし霊の言葉は男の口から発せられていた）。家ではついに高名な象海慧湛（1682-1733）にすがり折伏を試みて、松之助の病も回復したが、巷に噂が広まり好奇の見物人がたかるようになってしまった。

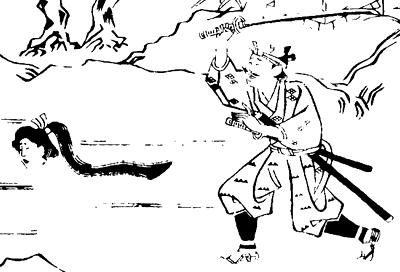
『曽呂利物語』より「女の妄念迷ひ歩く事」

また、寛文時代の奇談集『曽呂利物語』にある一篇では、女の生霊が抜け首となってさまよい歩く。ある夜、上方への道中の男が、越前国北の庄（現福井市）の沢谷というところで、石塔の元から鶏が道に舞い降りたのを見る、と思いきや、それは女の生首であった。男が斬りつけて、その首を府中「かみひぢ」（武生市上市か？）の家まで追いつめると、中で女房が悪夢から目覚めて夫を起こし、「外で男に斬りつけられて逃げまどう夢を見た」と語る。このことから、かつては夢とは生霊が遊び歩いている間に見ている光景という一解釈が存在したことが窺える。

## 民間信仰
死に瀕した人間の魂が生霊となる伝承が、日本全国に見られる。青森県西津軽郡では、死の直前の魂が出歩いたり物音を立てるのを「アマビト（あま人）」といい、逢いたい人のもとを訪ねるという。柳田國男によれば、「あま人」と同様、秋田県仙北郡の伝承ではこのように自分の魂を遊離させてその光景を夢見できる能力を「飛びだまし」と称していた。同じく秋田県の鹿角地方では、知人を訪ねる死際の生霊が「オモカゲ（面影）」と呼ばれていたが、生前の人間の姿をして足が生えており、足音を立てたりもする。
また柳田の著書『遠野物語拾遺』によれば、岩手県遠野地方では、「生者や死者の思いが凝って出歩く姿が、幻になって人の目に見える」ことを「オマク」と称し、その一例として傷寒（急性熱性疾患）で重体なはずの娘の姿が死の前日に、土淵村光岸寺の工事現場に現れた話を挙げている。『遠野物語』に関して柳田の主要情報源だった佐々木喜善は、このときまだ幼少で、柳田は目撃現場にいた別の人物からこの例話を収録したとしており、佐々木当人は「オマク」という言葉は知らず、ただ「オモイオマク」（おそらく「思い思はく」）と言う表現には覚えがあることを鈴木棠三が尋ね出している。
能登半島では「シニンボウ（死人坊）」といって、数日後に死を控えた者の魂が檀那寺へお礼参りに行くという。こうした怪異はほかの地域にも見られ、特に戦時中、はるか日本国外の戦地にいるはずの人が、肉親や知人のもとへ挨拶に訪れ、当人は戦地で戦死していたという伝承が多くみられる。
また昭和15年（1940年）の三重県梅戸井村（現・いなべ市）の民俗資料には前述の『曾呂利物語』と同様の話があり、深夜に男たちが火の玉を見つけて追いかけたところ、その火の玉は酒蔵に入り、中で眠っていた女中が目覚めて「大勢の男たちに追いかけられて逃げて来た」と語ったことから、あの火の玉は女の魂とわかったという。

## 病とされた生霊

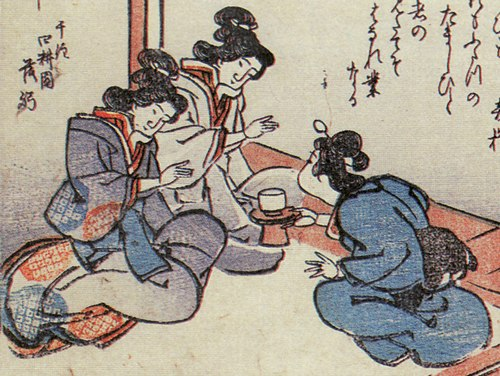
竜斎閑人正澄画『狂歌百物語』より「離魂病」。生霊を病気の一種として解釈したもので、左側の女性の隣に生霊が現れている。

江戸時代には生霊が現れることは病気の一種として「離魂病」（りこんびょう）、「影の病」（かげのやまい）、「カゲワズライ」の名で恐れられた。自分自身と寸分違わない生霊を目撃したという、超常現象のドッペルゲンガーを髣髴させる話や、生霊に自分の意識が乗り移り、自分自身を外側から見たと言う体験談もある。また平安時代には生霊が歩く回ることを「あくがる」と呼んでおり、これが「あこがれる」という言葉の由来とされているが、あたかも体から霊だけが抜け出して意中の人のもとへ行ったかのように、想いを寄せるあまり心ここにあらずといった状態を「あこがれる」というためと見られている。

## 生霊と類似する行為・現象
「丑の刻参り」は、丑の刻にご神木に釘を打ちつけ、自身が生きながら鬼となり、怨めしい相手にその鬼の力で、祟りや禍をもたらすというものである。一般にいわれる生霊は、人間の霊が無意識のうちに体外に出て動き回るのに対し、生霊の多くは、無意識のうちに霊が動き回るものだが、こうした呪詛の行為は生霊を儀式として意識的に相手を苦しめるものと解釈することもできる。同様に沖縄県では、自分の生霊を意図的に他者や動物に憑依させて危害を加える呪詛を「イチジャマ」という。
また、似ていることがらとしては、臨死体験をしたとされる人々の中の証言で、肉体と意識が離れたと思われる体験が語られることがある。あるいは「幽体離脱」（霊魂として意識が肉体から離脱し、客観的に対峙した形で、己の肉体を見るという現象）も挙げられよう。生霊は、依存や執着しやすい人・未練がある人が取り憑かれやすいと言われる。